# Бібліотека імені Антона Чехова (Київ)
Бібліотека імені А.Чехова Дарницького району м.Києва. 

## Адреса
02068 м.Київ, вул.Поліська, 22

## Характеристика
Площа приміщення бібліотеки - 367 кв.м., Книжковий фонд - 32.2 тис.примірників. Щорічно обслуговує 2,1 тис. користувачів. кількість відвідувань за рік - 11.0 тис., книговидач - 43,0 тис. примірників.

## Історія бібліотеки
Бібліотека заснована у 1950 році. У 1971 році отримала нове приміщення в мікрорайоні «Рембаза» міста Києва. В 1972 р. присвоєно ім'я А. П. Чехова.
Бібліотека тісно співпрацює з Радою ветеранів мікрорайону Рембаза. До послуг користувачів — абонемент, читальний зал, дитячий відділ.